# Ривера, Энрике
Энрике Ривера (исп. Enrique Rivera, 1922—1995) — аргентинский политик, публицист и общественный деятель, один из теоретиков «национальной левой»

## Книги
- José Hernández y la Guerra del Paraguay
- Peronismo y Frondizismo
- Leon Trotsky ante la Revolución Nacional Latinoamericana